# 高山莉加
高山莉加（日语：／ Takayama Rika，1994年8月27日—），宮崎縣都城市出身，日本女子柔道运动员，2016年亚洲柔道锦标赛女子78公斤级银牌得主、2022年亚洲运动会女子78公斤级银牌得主。